# Lääne-Virumaa
Lääne-Virumaa (zkráceně též Lääne-Viru, plným oficiálním názvem Lääne-Viru maakond, tedy „kraj Západní Vironsko“) je jeden z patnácti estonských krajů. Nachází se na východě Estonska a sousedí s kraji Ida-Virumaa, Jõgevamaa, Järvamaa a Harjumaa.

## Správní členění

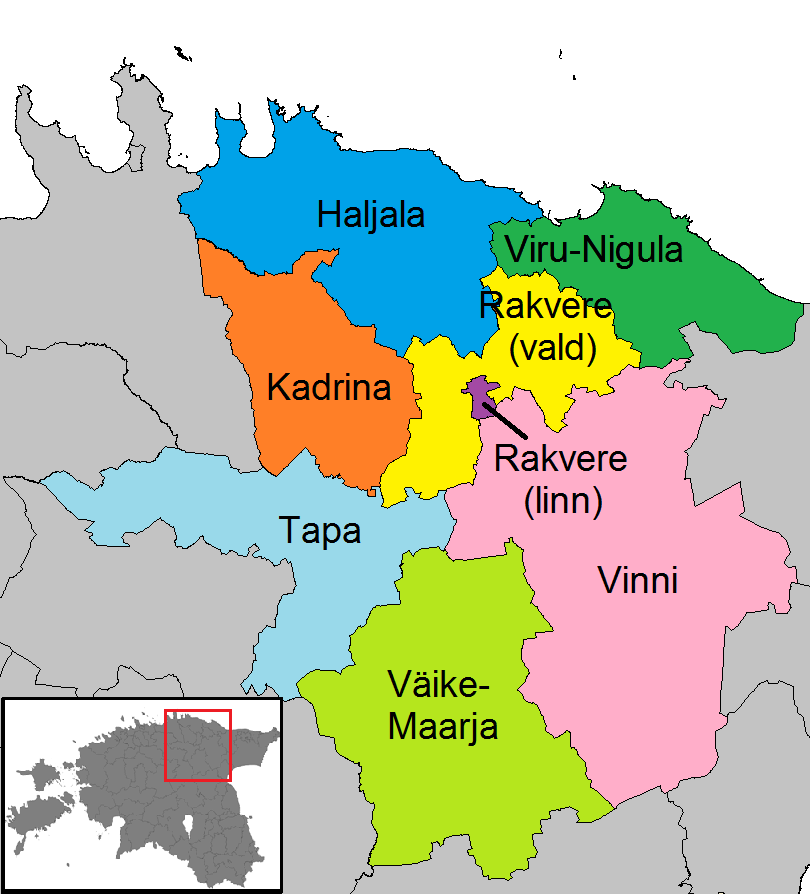
Mapa samosprávných jednotek v kraji

Lääne-Virumaa sestává z osmi samosprávných jednotek — 1 statutární města a 7 obcí venkovského typu.
| Typ       | Obec         | Obyvatelstvo (1.1.2020) | Rozloha (km²) | Hustota zalidnění (obyv./km²) |
| --------- | ------------ | ----------------------- | ------------- | ----------------------------- |
| Venkovská | Haljala      | 4 312                   | 549,1         | 7,9                           |
| Venkovská | Kadrina      | 4 790                   | 353,9         | 13,5                          |
| Městská   | Rakvere      | 15 085                  | 10,8          | 1 396,8                       |
| Venkovská | Rakvere      | 5 593                   | 294,7         | 19,0                          |
| Venkovská | Tapa         | 10 761                  | 479,7         | 22,4                          |
| Venkovská | Vinni        | 6 849                   | 1 012,9       | 6,8                           |
| Venkovská | Viru-Nigula  | 5 690                   | 312,2         | 18,2                          |
| Venkovská | Väike-Maarja | 5 782                   | 682,5         | 8,5                           |